# 18. pehotna divizija (Avstro-Ogrska)
18. pehotna divizija (izvirno nemško 18. Infanterie-Division oz. nemško 18. Infanterietruppendivision) je bila pehotna divizija avstro-ogrske kopenske vojske, ki je bila aktivna med prvo svetovno vojno.

## Organizacija
Maj 1941
- 1. gorska brigada
- 2. gorska brigada
- 3. gorska brigada
- 6. gorska brigada
- 13. gorska brigada
- 4. gorski artilerijski polk
- 7. gorski artilerijski polk
- 3. in 4. topniška baterija, 13. gorski artilerijski polk

## Poveljstvo
Poveljniki (Kommandanten)
- Ignaz Trollmann: avgust - december 1914
- Eduard Böltz: januar - september 1915
- Karl Stracker: oktober 1915 - julij 1916
- Joseph Hrozny von Bojemil: julij - avgust 1916
- Franz Scholz von Benneburg: avgust 1916 - julij 1917
- Julius Vidalč von San Martino: julij 1917 - november 1918